# Енріко Сарді
Енрі́ко Са́рді (італ. Enrico Sardi, * 1 квітня 1891, Генуя — † 4 липня 1969, Таранто) — італійський футболіст, півзахисник, форвард. По завершенні ігрової кар'єри — футбольний тренер.
Як гравець насамперед відомий виступами за клуб «Дженоа», а також національну збірну Італії.
Триразовий чемпіон Італії. 

## Клубна кар'єра
У дорослому футболі дебютував 1908 року виступами за команду «Андреа Доріа», в якій провів п'ять сезонів.
Своєю грою за цю команду привернув увагу представників тренерського штабу клубу «Дженоа», до складу якого приєднався 1913 року, при цьому отримавши дворічну дискваліфікацію за професіоналізм, яку згодом зменшили вдвічі. Тож у сезоні 1914—15 він виходив на поле як основний гравець команди і виграв «скудетто», яке, однак, було затверджене за клубом лише у 1921 році, з огляду на те що сезон не було дограно через Першу світову війну. Після війни продовжив виступи за генуезький клуб, залишаючись у ньому до 1924 року й вигравши ще два чемпіонські титули.
У складі «Дженоа» був одним з головних бомбардирів команди, маючи середню результативність на рівні 0,77 гола за гру першості.
З 1924 по 1927 роки грав у складі команд клубів «Новезе» та «Савона».
Завершив професійну ігрову кар'єру у нижчоліговому клубі «Дертона», за команду якого виступав протягом 1930—1931 років.

## Виступи за збірну
1912 року дебютував в офіційних матчах у складі національної збірної Італії. Провів у формі головної команди країни 7 матчів, забивши 4 голи. У складі збірної був учасником  Олімпіад у 1912 році (у Стокгольмі) та 1920 (в Антверпені).

## Кар'єра тренера
Розпочав тренерську кар'єру відразу ж по завершенні кар'єри гравця, 1931 року, очоливши тренерський штаб клубу «Таранто». Досвід тренерської роботи обмежився цим клубом.
| Дата       | Місто     | Господарі | Результат  | Гості      | Турнір                         | Голи | Примітки |
| ---------- | --------- | --------- | ---------- | ---------- | ------------------------------ | ---- | -------- |
| 29/06/1912 | Транеберг | Фінляндія | 3 – 2 д.ч. | Італія     | ОІ 1912 - Квал.                | 1    |          |
| 01/07/1912 | Стокгольм | Швеція    | 0 – 1      | Італія     | ОІ 1912 - Втішний турнір квал. | -    |          |
| 22/12/1912 | Генуя     | Італія    | 1 – 3      | Австрія    | товариський матч               | 1    |          |
| 13/05/1920 | Генуя     | Італія    | 1 – 1      | Нідерланди | товариський матч               | 1    |          |
| 28/08/1920 | Гент      | Італія    | 2 – 1      | Єгипет     | ОІ 1920 - Квал.                | -    |          |
| 29/08/1920 | Антверпен | Франція   | 3 – 1      | Італія     | ОІ 1920 - 1/4                  | -    |          |
| 31/08/1920 | Антверпен | Італія    | 2 – 1 д.ч. | Норвегія   | ОІ 1920 - Втішний турнір квал  | 1    |          |
| Усього     |           | Матчів    | 7          |            | Голів                          | 4    |          |

## Титули і досягнення
- Чемпіон Італії (3):

«Дженоа»:  1914–15, 1922–23, 1923–24